# دینامیک گازها
دینامیک گازها شاخه‌ای از دینامیک سیالات است که به بررسی رفتار گازها در سرعت‌های بالا می‌پردازد. چنان‌چه گاز مربوط هوا باشد، معمولاً از اصطلاح آیرودینامیک استفاده می‌شود. با این حال بررسی رفتار هوای رقیق در سرعت‌های بالا هم در چارچوب دینامیک گازها می‌گنجد. دینامیک گاز در تحلیل پدیده‌هایی مثل انفجار، سوزش، و امواج شوک کاربرد دارد. این درس در دوره کارشناسی به صورت ابتدایی و به صورت پیشرفته در کارشناسی ارشد برای رشته های مهندسی مکانیک و مهندسی نفت و مهندسی هوافضا تدریس می‌شود.